# Halucynoza
Halucynoza – pojęcie stosowane w psychiatrii na określenie stanu psychicznego lub zaburzenia, w którym występują omamy (halucynacje). Według różnych autorów, halucynoza może być stanem charakteryzującym się ciągłymi halucynacjami, zespołem urojeniowym wywołanym przez halucynacje, zespołem objawów charakteryzującym się uporczywymi halucynacjami. W odmiennym ujęciu (Ey, Claude, Schröder), halucynoza jest definiowana jako omamy, z których nieprawdziwości dotknięta nimi osoba zdaje sobie sprawę (halucynoidy).
Termin halucynozy (niem. Halluzinose) wprowadził do medycyny Carl Wernicke około 1900 roku.